# Anchor Brewhouse
The Anchor Brewhouse (en français, littéralement : Brasserie de l'Ancre) était une petite brasserie londonienne située près de Tower Bridge à Londres. La brasserie a été achetée en décembre 1787 par John Courage. 
Le bâtiment existe toujours, même si ce n’est plus une brasserie depuis longtemps : Boilerhouse, Brewhouse et Malt Mill montrent encore les différentes fonctions du processus de fabrication de la bière. Le bâtiment témoigne d'une continuité historique, le brassage sur le fleuve a toujours été une des caractéristiques importantes des rives de la Tamise à Londres. Le brassage à Southwark est déjà mentionné par Chaucer, et à Horselydown par Shakespeare. 

## Usage actuel
Le bâtiment a été restauré et reconstruit en 1985-1989 et transformé en appartements résidentiels de luxe. C'est maintenant un bâtiment classé de Grade II situé dans la zone de conservation du Tower Bridge à Butler's Wharf. Le pub Anchor Tap qui était le robinet de la brasserie est toujours ouvert à proximité. 

## Prix
- Diplôme de mérite, Europa Nostra, 1989
- Civic Trust Award, 1991

## Galerie

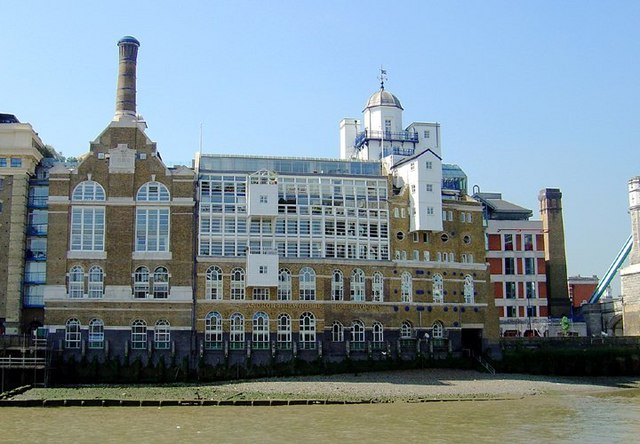
Vue sur la rivière
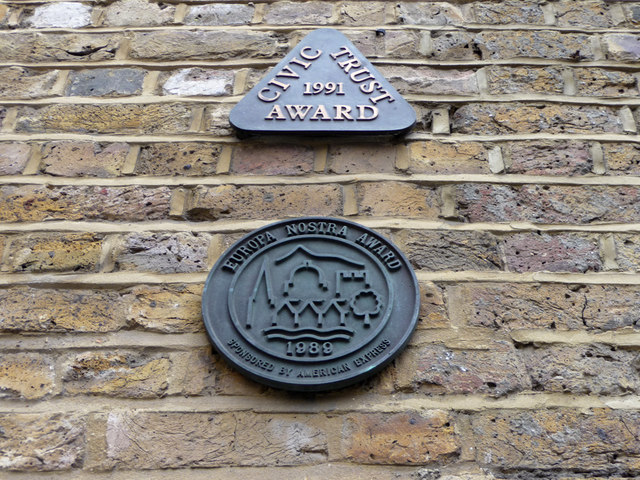
Plaques de récompenses Civic Trust et de diplômes de mérite Europa Nostra
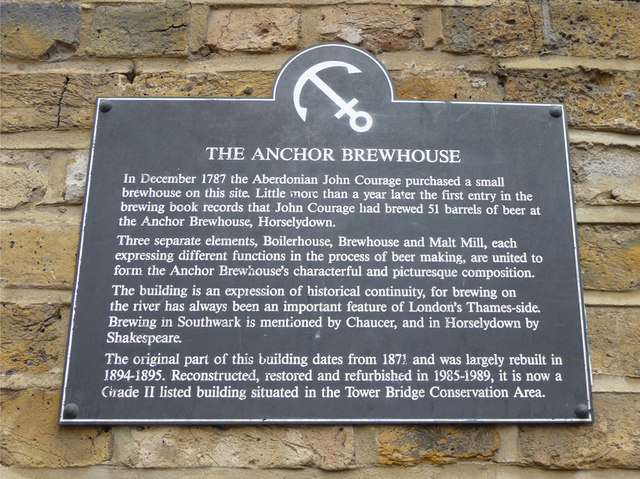
Plaque externe
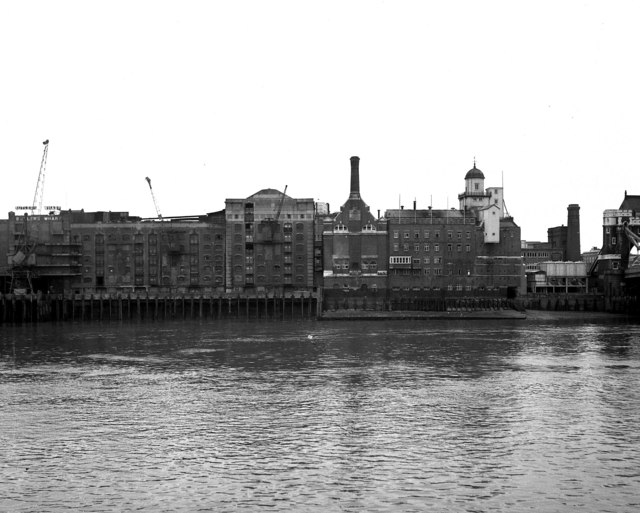
Vue sur la Tamise juste en aval de Tower Bridge. Cette photo a été prise en 1971.